# Gillis Weingarth
Carl Gustav Gillis Weingarth, född 11 mars 1936 i Oscars församling i Stockholms stad, är en svensk pensionerad officer i flygvapnet.

## Biografi
Weingarth avlade studentexamen vid Högre allmänna läroverket å Östermalm i Stockholm 1955. Han avlade officersexamen 1958 och utnämndes samma år till fänrik vid Västmanlands flygflottilj, där han 1960 befordrades till löjtnant. Han utbildade sig vid Krigsflygskolan 1960 och gick vid denna tid också Stabskursen på Flyglinjen vid Militärhögskolan. Han befordrades till kapten 1966 och tjänstgjorde i Planeringsavdelningen vid Flygstaben 1968–1972. År 1972 befordrades han till major och senare samma år till överstelöjtnant, varefter han 1972–1973 tjänstgjorde vid Västmanlands flygflottilj och 1973–1977 var lärare vid Flyglinjen på Militärhögskolan, varpå han studerade vid Försvarshögskolan. År 1980 befordrades han först till överste och sedan till överste av första graden. Han var 1980–1985 chef för F 20, som under hans chefstid kom att gå under namnen Flygvapnets krigsskola, Flygvapnets krigshögskola och Flygvapnets Uppsalaskolor. Åren 1985–1991 var han chef för Utbildningssektionen vid Flygstaben. Weingarth lämnade flygvapnet 1991.